# Zadwórze (gmina)
Zadwórze (1941–44 Zadworze) – dawna gmina wiejska w powiecie przemyślańskim województwa tarnopolskiego II Rzeczypospolitej. Siedzibą gminy było Zadwórze.
Gminę utworzono 1 sierpnia 1934 r. w ramach reformy na podstawie ustawy scaleniowej z dotychczasowych gmin wiejskich: Laszki Królewskie, Połonice, Połtew i Zadwórze.
Po wybuchu II wojny światowej okupowana przez ZSRR. W 1941 roku przejęta przez władze hitlerowskie, którzy włączyli ją do powiatu złoczowskiego w dystrykcie Galicja w Generalnym Gubernatorstwie.
Po wojnie obszar gminy został odłączony od Polski i włączony do Ukraińskiej SRR w ZSRR. 